# Мировой тур ATP 2011
Мировой тур ATP 2011 (англ. 2011 Association of Tennis Professionals (ATP) World Tour) — элитный мировой тур теннисистов профессионалов, проводимый Ассоциацией Теннисистов Профессионалов (ATP) с января по ноябрь. В 2011 году он включает:
- 4 турнира Большого шлема (проводится Международной федерацией тенниса (англ. International Tennis Federation, ITF));
- 9 турниров в серии Мировой тур ATP Мастерс 1000 ;
- 11 турниров в серии Мировой тур ATP 500 ;
- 41 турниров в серии Мировой тур ATP 250 ;
- Командный кубок мира и Кубок Дэвиса (проводится ITF);
- Финал Мирового Тура ATP .

## Расписание мирового тура ATP 2011 года
Ниже представлено полное расписание соревнований в течение года, включая всех победителей и финалистов турниров — в одиночном, парном и смешанном разрядах.
| Турнир Большого шлема        |
| Финал мирового тура          |
| Мировой Тур ATP Мастерс 1000 |
| Мировой Тур ATP 500          |
| Мировой Тур ATP 250          |
| Командные соревнования       |

### Январь
| Дата начала | Турнир | Чемпионы (Счёт финала)                               | Финалисты                       |
| ----------- | --- | ---------------------------------------------------- | ------------------------------- |
| 3 января    | Международный теннисный турнир в Брисбене Брисбен, Австралия ATP 250 $372,500 — Хард — 32S/32Q/16D Турнир 2011                                                        | Робин Сёдерлинг 6-3, 7-5                             | Энди Роддик                     |
| 3 января    | Международный теннисный турнир в Брисбене Брисбен, Австралия ATP 250 $372,500 — Хард — 32S/32Q/16D Турнир 2011                                                        | Лукаш Длоуги Пол Хенли 6-4 — отказ                   | Роберт Линдстедт Хория Текэу    |
| 3 января    | Открытый чемпионат Ченнаи Ченнаи, Индия ATP 250 $398,250 — Хард — 32S/32Q/16D Турнир 2011                                                                             | Станислас Вавринка 7-5, 4-6, 6-1                     | Ксавье Малисс                   |
| 3 января    | Открытый чемпионат Ченнаи Ченнаи, Индия ATP 250 $398,250 — Хард — 32S/32Q/16D Турнир 2011                                                                             | Махеш Бхупати Леандер Паес 6-2, 6-7(3), [10-7]       | Робин Хасе Дэвид Мартин         |
| 3 января    | Открытый чемпионат Катара Доха, Катар ATP 250 $1,024,000 — Хард — 32S/32Q/16D Турнир 2011                                                                             | Роджер Федерер 6-3, 6-4                              | Николай Давыденко               |
| 3 января    | Открытый чемпионат Катара Доха, Катар ATP 250 $1,024,000 — Хард — 32S/32Q/16D Турнир 2011                                                                             | Марк Лопес Рафаэль Надаль 6-3, 7-6(4)                | Даниэле Браччали Андреас Сеппи  |
| 10 января   | Международный теннисный турнир в Сиднее Сидней, Австралия ATP 250 $372,500 — Хард — 28S/32Q/16D Турнир 2011                                                           | Жиль Симон 7-5, 7-6(4)                               | Виктор Троицки                  |
| 10 января   | Международный теннисный турнир в Сиднее Сидней, Австралия ATP 250 $372,500 — Хард — 28S/32Q/16D Турнир 2011                                                           | Лукаш Длоуги Пол Хенли 6-7(6), 6-3, [10-5]           | Боб Брайан Майк Брайан          |
| 10 января   | Heineken Open Окленд, Новая Зеландия ATP 250 $355,500 — Хард — 28S/32Q/16D Турнир 2011                                                                                | Давид Феррер 6-3, 6-2                                | Давид Налбандян                 |
| 10 января   | Heineken Open Окленд, Новая Зеландия ATP 250 $355,500 — Хард — 28S/32Q/16D Турнир 2011                                                                                | Марсель Гранольерс Томми Робредо 6-4, 7-6(6)         | Юхан Брунстрём Стивен Хасс      |
| 17 января   | Открытый чемпионат Австралии Мельбурн, Австралия Турнир Большого шлема AUD10,712,240 — Хард — 128S/128Q/64D/32X Одиночный турнир — Парный турнир Турнир смешанных пар | Новак Джокович 6-4, 6-2, 6-3                         | Энди Маррей                     |
| 17 января   | Открытый чемпионат Австралии Мельбурн, Австралия Турнир Большого шлема AUD10,712,240 — Хард — 128S/128Q/64D/32X Одиночный турнир — Парный турнир Турнир смешанных пар | Боб Брайан Майк Брайан 6-3, 6-4                      | Махеш Бхупати Леандер Паес      |
| 17 января   | Открытый чемпионат Австралии Мельбурн, Австралия Турнир Большого шлема AUD10,712,240 — Хард — 128S/128Q/64D/32X Одиночный турнир — Парный турнир Турнир смешанных пар | Катарина Среботник / Даниэль Нестор 6-3, 3-6, [10-7] | Чжань Юнжань / Пол Хенли        |
| 31 января   | Открытый чемпионат ЮАР Йоханнесбург, ЮАР ATP 250 $442,500 — Хард — 32S/32Q/16D Турнир 2011                                                                            | Кевин Андерсон 4-6, 6-3, 6-2                         | Сомдев Девварман                |
| 31 января   | Открытый чемпионат ЮАР Йоханнесбург, ЮАР ATP 250 $442,500 — Хард — 32S/32Q/16D Турнир 2011                                                                            | Джеймс Серретани / Адиль Шамасдин 6-3, 3-6, [10-7]   | Скотт Липски / Раджив Рам       |
| 31 января   | PBZ Zagreb Indoors Загреб, Хорватия ATP 250 €398,250 — Хард (зал) — 32S/32Q/16D Турнир 2011                                                                           | Иван Додиг 6-3, 6-4                                  | Михаэль Беррер                  |
| 31 января   | PBZ Zagreb Indoors Загреб, Хорватия ATP 250 €398,250 — Хард (зал) — 32S/32Q/16D Турнир 2011                                                                           | Дик Норман / Хория Текэу 6-3, 6-4                    | Марсель Гранольерс / Марк Лопес |
| 31 января   | Movistar Open Сантьяго, Чили ATP 250 $398,250 — Грунт — 32S/32Q/16D Турнир 2011                                                                                       | Томми Робредо 6-2, 2-6, 7-6(5)                       | Сантьяго Хиральдо               |
| 31 января   | Movistar Open Сантьяго, Чили ATP 250 $398,250 — Грунт — 32S/32Q/16D Турнир 2011                                                                                       | Марсело Мело / Бруно Соарес 6-3, 7-6(3)              | Лукаш Кубот / Оливер Марах      |

### Февраль
| Дата начала | Турнир | Чемпионы (Счёт финала)                                                                                    | Финалисты                                                            |
| ----------- | --- | --- | -------------------------------------------------------------------- |
| 7 февраля   | SAP Open Сан-Хосе, США ATP 250 $531,000 — Хард (зал) — 32S/32Q/16D Турнир 2011 | Милош Раонич 7-6(6), 7-6(5)                                                                               | Фернандо Вердаско                                                    |
| 7 февраля   | SAP Open Сан-Хосе, США ATP 250 $531,000 — Хард (зал) — 32S/32Q/16D Турнир 2011 | Скотт Липски Раджив Рам 6-4, 4-6, [10-8]                                                                  | Алехандро Фалья Ксавье Малисс                                        |
| 7 февраля   | Открытый чемпионат Бразилии Коста-ду-Сауипе, Бразилия ATP 250 $442,500 — Грунт — 32S/32Q/16D Турнир 2011 | Николас Альмагро 6-3, 7-6(3)                                                                              | Александр Долгополов                                                 |
| 7 февраля   | Открытый чемпионат Бразилии Коста-ду-Сауипе, Бразилия ATP 250 $442,500 — Грунт — 32S/32Q/16D Турнир 2011 | Марсело Мело Бруно Соарес 7-6(4), 6-3                                                                     | Пабло Андухар Даниэль Химено Травер                                  |
| 7 февраля   | ABN AMRO World Tennis Tournament Роттердам, Нидерланды ATP 500 €1,150,000 — Хард (зал) — 32S/32Q/16D Турнир 2011 | Робин Сёдерлинг 6-3, 3-6, 6-3                                                                             | Жо-Вильфрид Тсонга                                                   |
| 7 февраля   | ABN AMRO World Tennis Tournament Роттердам, Нидерланды ATP 500 €1,150,000 — Хард (зал) — 32S/32Q/16D Турнир 2011 | Юрген Мельцер Филипп Пецшнер 6-4, 3-6, [10-5]                                                             | Микаэль Льодра Ненад Зимонич                                         |
| 14 февраля  | Open 13 Марсель, Франция ATP 250 €512,750 — Хард (зал) — 28S/32Q/16D Турнир 2011 | Робин Сёдерлинг 6-7(8), 6-3, 6-3                                                                          | Марин Чилич                                                          |
| 14 февраля  | Open 13 Марсель, Франция ATP 250 €512,750 — Хард (зал) — 28S/32Q/16D Турнир 2011 | Робин Хаасе Кен Скупски 6-3, 6-7(4), [13-11]                                                              | Жо-Вильфрид Тсонга Жюльен Беннето                                    |
| 14 февраля  | Copa Claro Буэнос-Айрес, Аргентина ATP 250 $475,300 — Грунт — 32S/32Q/16D Турнир 2011 | Николас Альмагро 6-3, 3-6, 6-4                                                                            | Хуан Игнасио Чела                                                    |
| 14 февраля  | Copa Claro Буэнос-Айрес, Аргентина ATP 250 $475,300 — Грунт — 32S/32Q/16D Турнир 2011 | Оливер Марах Леонардо Майер 7-6(6), 6-3                                                                   | Франко Феррейро Андре Са                                             |
| 14 февраля  | Regions Morgan Keegan Championships Мемфис, США ATP 500 $1,100,000 — Хард (зал) — 32S/32Q/16D Турнир 2011 | Энди Роддик 7-6(7), 6-7(11), 7-5                                                                          | Милош Раонич                                                         |
| 14 февраля  | Regions Morgan Keegan Championships Мемфис, США ATP 500 $1,100,000 — Хард (зал) — 32S/32Q/16D Турнир 2011 | Максим Мирный Даниэль Нестор 6-2, 6-7(6), [10-3]                                                          | Эрик Буторак Жан-Жюльен Ройер                                        |
| 21 февраля  | Международный теннисный чемпионат в Делрей-Бич Делрей-Бич, США ATP 250 $442,500 — Хард — 32S/32Q/16D Турнир 2011 | Хуан Мартин дель Потро 6-4, 6-4                                                                           | Янко Типсаревич                                                      |
| 21 февраля  | Международный теннисный чемпионат в Делрей-Бич Делрей-Бич, США ATP 250 $442,500 — Хард — 32S/32Q/16D Турнир 2011 | Скотт Липски Раджив Рам 4-6, 6-4, [10-3]                                                                  | Кристофер Кас Александр Пейя                                         |
| 21 февраля  | Теннисный чемпионат Дубая Дубай, ОАЭ ATP 500 $1,619,500 — Хард — 32S/32Q/16D Турнир 2011 | Новак Джокович 6-3, 6-3                                                                                   | Роджер Федерер                                                       |
| 21 февраля  | Теннисный чемпионат Дубая Дубай, ОАЭ ATP 500 $1,619,500 — Хард — 32S/32Q/16D Турнир 2011 | Сергей Стаховский Михаил Южный 4-6, 6-3, [10-3]                                                           | Жереми Шарди Фелисиано Лопес                                         |
| 21 февраля  | Открытый чемпионат Мексики Акапулько, Мексика ATP 500 $955,000 — Грунт — 32S/32Q/16D Турнир 2011 | Давид Феррер 7-6(4), 6-7(2), 6-2                                                                          | Николас Альмагро                                                     |
| 21 февраля  | Открытый чемпионат Мексики Акапулько, Мексика ATP 500 $955,000 — Грунт — 32S/32Q/16D Турнир 2011 | Виктор Ханеску Хория Текэу 6-1, 6-3                                                                       | Марсело Мело Бруно Соарес                                            |
| 28 февраля  | Кубок Дэвиса 2011. 1-й раунд Нови-Сад, Сербия — Хард (зал) Бурос, Швеция — Хард (зал) Острава, Чехия — Хард (зал) Буэнос-Айрес, Аргентина — Грунт Сантьяго, Чили — Грунт Шарлеруа, Бельгия — Хард (зал) Загреб, Хорватия — Хард (зал) Вена, Австрия — Грунт (зал) | Победители Сербия 4-1 Швеция 3-2 Казахстан 3-2 Аргентина 4-1 США 4-1 Испания 4-1 Германия 3-2 Франция 3-2 | Проигравшие Индия Россия Чехия Румыния Чили Бельгия Хорватия Австрия |

### Март
| Дата начала | Турнир | Чемпионы (Счёт финала)                                 | Финалисты                         |
| ----------- | --- | ------------------------------------------------------ | --------------------------------- |
| 7 марта     | BNP Paribas Open Индиан-Уэлс, США ATP Masters 1000 $3,645,000 — Хард — 96S/48Q/32D Одиночный турнир — Парный турнир | Новак Джокович 4-6, 6-3, 6-2                           | Рафаэль Надаль                    |
| 7 марта     | BNP Paribas Open Индиан-Уэлс, США ATP Masters 1000 $3,645,000 — Хард — 96S/48Q/32D Одиночный турнир — Парный турнир | Александр Долгополов Ксавье Малисс 6-4, 6-7(5), [10-7] | Роджер Федерер Станислас Вавринка |
| 21 марта    | Sony Ericsson Open Майами, США ATP Masters 1000 $3,645,000 — Хард — 96S/48Q/32D Одиночный турнир — Парный турнир    | Новак Джокович 4-6, 6-3, 7-6(4)                        | Рафаэль Надаль                    |
| 21 марта    | Sony Ericsson Open Майами, США ATP Masters 1000 $3,645,000 — Хард — 96S/48Q/32D Одиночный турнир — Парный турнир    | Махеш Бхупати Леандер Паес 6-7(5), 6-2, [10-5]         | Максим Мирный Даниэль Нестор      |

### Апрель
| Дата начала | Турнир | Чемпионы (Счёт финала)                           | Финалисты                      |
| ----------- | --- | ------------------------------------------------ | ------------------------------ |
| 4 апреля    | Гран-при Хасана II Касабланка, Марокко ATP 250 €398,250 — Грунт — 32S/32Q/16D Турнир 2011                                                   | Пабло Андухар 6-1, 6-2                           | Потито Стараче                 |
| 4 апреля    | Гран-при Хасана II Касабланка, Марокко ATP 250 €398,250 — Грунт — 32S/32Q/16D Турнир 2011                                                   | Роберт Линдстедт Хория Текэу 6-2, 6-1            | Игорь Зеленай Колин Флеминг    |
| 4 апреля    | Грунтовый чемпионат США Хьюстон, США ATP 250 $442,500 — Грунт — 32S/32Q/16D Турнир 2011                                                     | Райан Свитинг 6-4, 7-6(3)                        | Кэй Нисикори                   |
| 4 апреля    | Грунтовый чемпионат США Хьюстон, США ATP 250 $442,500 — Грунт — 32S/32Q/16D Турнир 2011                                                     | Боб Брайан Майк Брайан 6-7(4), 6-2, [10-5]       | Джон Изнер Сэм Куэрри          |
| 11 апреля   | Monte-Carlo Rolex Masters Рокебрюн — Кап-Мартен, Франция ATP Masters 1000 €2,227,500 — Грунт — 56S/28Q/24D Одиночный турнир — Парный турнир | Рафаэль Надаль 6-4, 7-5                          | Давид Феррер                   |
| 11 апреля   | Monte-Carlo Rolex Masters Рокебрюн — Кап-Мартен, Франция ATP Masters 1000 €2,227,500 — Грунт — 56S/28Q/24D Одиночный турнир — Парный турнир | Боб Брайан Майк Брайан 6-3, 6-2                  | Бруно Соарес Хуан Игнасио Чела |
| 18 апреля   | Barcelona Open Banc Sabadell Барселона, Испания ATP 500 €1,550,000 — Грунт — 56S/28Q/24D Турнир 2011                                        | Рафаэль Надаль 6-2, 6-4                          | Давид Феррер                   |
| 18 апреля   | Barcelona Open Banc Sabadell Барселона, Испания ATP 500 €1,550,000 — Грунт — 56S/28Q/24D Турнир 2011                                        | Сантьяго Гонсалес Скотт Липски 5-7, 6-2, [12-10] | Боб Брайан Майк Брайан         |
| 25 апреля   | BMW Open Мюнхен, Германия ATP 250 €398,250 — Грунт — 32S/32Q/16D Турнир 2011                                                                | Николай Давыденко 6-3, 3-6, 6-1                  | Флориан Майер                  |
| 25 апреля   | BMW Open Мюнхен, Германия ATP 250 €398,250 — Грунт — 32S/32Q/16D Турнир 2011                                                                | Симоне Болелли Орасио Себальос 7-6(3), 6-4       | Андреас Бек Кристофер Кас      |
| 25 апреля   | Открытый чемпионат Сербии Белград, Сербия ATP 250 €373,200 — Грунт — 28S/32Q/16D Турнир 2011                                                | Новак Джокович 7-6(4), 6-2                       | Фелисиано Лопес                |
| 25 апреля   | Открытый чемпионат Сербии Белград, Сербия ATP 250 €373,200 — Грунт — 28S/32Q/16D Турнир 2011                                                | Филип Полашек Франтишек Чермак 7-5, 6-2          | Оливер Марах Александр Пейя    |
| 25 апреля   | Открытый чемпионат Эшторила Оэйраш, Португалия ATP 250 €398,250 — Грунт — 28S/32Q/16D Турнир 2011                                           | Хуан Мартин дель Потро 6-2, 6-2                  | Фернандо Вердаско              |
| 25 апреля   | Открытый чемпионат Эшторила Оэйраш, Португалия ATP 250 €398,250 — Грунт — 28S/32Q/16D Турнир 2011                                           | Эрик Буторак Жан-Жюльен Ройер 6-3, 6-4           | Марк Лопес Давид Марреро       |

### Май
| Дата начала | Турнир | Чемпионы (Счёт финала)                           | Финалисты                           |
| ----------- | --- | ------------------------------------------------ | ----------------------------------- |
| 2 мая       | Mutua Madrid Open Мадрид, Испания ATP Masters 1000 €2,835,000 — Грунт — 56S/28Q/24D Одиночный турнир — Парный турнир                                         | Новак Джокович 7-5, 6-4                          | Рафаэль Надаль                      |
| 2 мая       | Mutua Madrid Open Мадрид, Испания ATP Masters 1000 €2,835,000 — Грунт — 56S/28Q/24D Одиночный турнир — Парный турнир                                         | Боб Брайан Майк Брайан 6-3, 6-3                  | Ненад Зимонич Микаэль Льодра        |
| 9 мая       | Открытый чемпионат Италии Рим, Италия ATP Masters 1000 €2,227,500 — Грунт — 56S/28Q/24D Одиночный турнир — Парный турнир                                     | Новак Джокович 6-4, 6-4                          | Рафаэль Надаль                      |
| 9 мая       | Открытый чемпионат Италии Рим, Италия ATP Masters 1000 €2,227,500 — Грунт — 56S/28Q/24D Одиночный турнир — Парный турнир                                     | Джон Изнер Сэм Куэрри Без игры                   | Энди Роддик Марди Фиш               |
| 16 мая      | Power Horse World Team Cup Дюссельдорф, Германия Командный турнир €1,100,000 — Грунт — 8 команд (Группа) Турнир 2011                                         | Германия 2-1                                     | Аргентина                           |
| 16 мая      | Open de Nice Côte d’Azur Ницца, Франция ATP 250 €398,250 — Грунт — 32S/32Q/16D Турнир 2011                                                                   | Николас Альмагро 6-7(5), 6-3, 6-3                | Виктор Ханеску                      |
| 16 мая      | Open de Nice Côte d’Azur Ницца, Франция ATP 250 €398,250 — Грунт — 32S/32Q/16D Турнир 2011                                                                   | Эрик Буторак Жан-Жюльен Ройер 6-3, 6-4           | Сантьяго Гонсалес Давид Марреро     |
| 23 мая      | Открытый чемпионат Франции Париж, Франция Турнир Большого шлема €7,580,800 — Грунт — 128S/128Q/64D/32X Одиночный турнир — Парный турнир Турнир смешанных пар | Рафаэль Надаль 7-5, 7-6(3), 5-7, 6-1             | Роджер Федерер                      |
| 23 мая      | Открытый чемпионат Франции Париж, Франция Турнир Большого шлема €7,580,800 — Грунт — 128S/128Q/64D/32X Одиночный турнир — Парный турнир Турнир смешанных пар | Максим Мирный Даниэль Нестор 7-6(3), 3-6, 6-4    | Эдуардо Шванк Хуан Себастьян Кабаль |
| 23 мая      | Открытый чемпионат Франции Париж, Франция Турнир Большого шлема €7,580,800 — Грунт — 128S/128Q/64D/32X Одиночный турнир — Парный турнир Турнир смешанных пар | Кейси Деллакква Скотт Липски 7-6(6), 4-6, [10-7] | Катарина Среботник Ненад Зимонич    |

### Июнь
| Дата начала | Турнир | Чемпионы (Счёт финала)                                 | Финалисты                     |
| ----------- | --- | ------------------------------------------------------ | ----------------------------- |
| 6 июня      | Gerry Weber Open Халле, Германия ATP 250 € 663,750 — Трава — 32S/32Q/16D Турнир 2011                                                                               | Филипп Кольшрайбер 7-6(5), 2-0 — отказ                 | Филипп Пецшнер                |
| 6 июня      | Gerry Weber Open Халле, Германия ATP 250 € 663,750 — Трава — 32S/32Q/16D Турнир 2011                                                                               | Рохан Бопанна Айсам-уль-Хак Куреши 7-6(8), 3-6, [11-9] | Робин Хаасе Милош Раонич      |
| 6 июня      | AEGON Championships Лондон, Великобритания ATP 250 € 627,700 — Трава — 56S/32Q/24D Турнир 2011                                                                     | Энди Маррей 3-6, 7-6(2), 6-4                           | Жо-Вильфрид Тсонга            |
| 6 июня      | AEGON Championships Лондон, Великобритания ATP 250 € 627,700 — Трава — 56S/32Q/24D Турнир 2011                                                                     | Боб Брайан Майк Брайан 6-7(2), 7-6(4), [10-6]          | Махеш Бхупати Леандер Паес    |
| 13 июня     | Чемпионат Росмалена Хертогенбос, Нидерланды ATP 250 €398,250 — Трава — 32S/32Q/16D Турнир 2011                                                                     | Дмитрий Турсунов 6-3, 6-2                              | Иван Додиг                    |
| 13 июня     | Чемпионат Росмалена Хертогенбос, Нидерланды ATP 250 €398,250 — Трава — 32S/32Q/16D Турнир 2011                                                                     | Даниэле Браччали Франтишек Чермак 6-3, 2-6, [10-8]     | Роберт Линдстедт Хория Текэу  |
| 13 июня     | AEGON International Истборн, Великобритания ATP 250 €405,000 — Трава — 32S/23Q/16D Турнир 2011                                                                     | Андреас Сеппи 7-6(5), 3-6, 5-3 — отказ                 | Янко Типсаревич               |
| 13 июня     | AEGON International Истборн, Великобритания ATP 250 €405,000 — Трава — 32S/23Q/16D Турнир 2011                                                                     | Энди Рам Йонатан Эрлих 6-3, 6-3                        | Григор Димитров Андреас Сеппи |
| 20 июня     | Уимблдонский турнир Лондон, Великобритания Турнир Большого шлема £13,725,000 — Трава — 128S/128Q/64D/16Q/48X Одиночный турнир — Парный турнир Турнир смешанных пар | Новак Джокович 6-4, 6-1, 1-6, 6-3                      | Рафаэль Надаль                |
| 20 июня     | Уимблдонский турнир Лондон, Великобритания Турнир Большого шлема £13,725,000 — Трава — 128S/128Q/64D/16Q/48X Одиночный турнир — Парный турнир Турнир смешанных пар | Боб Брайан Майк Брайан 6-3, 6-4, 7-6(2)                | Роберт Линдстедт Хория Текэу  |
| 20 июня     | Уимблдонский турнир Лондон, Великобритания Турнир Большого шлема £13,725,000 — Трава — 128S/128Q/64D/16Q/48X Одиночный турнир — Парный турнир Турнир смешанных пар | Юрген Мельцер Ивета Бенешова 6-3, 6-2                  | Махеш Бхупати Елена Веснина   |

### Июль
| Дата начала | Турнир | Чемпионы (Счёт финала)                                      | Финалисты                                |
| ----------- | --- | ----------------------------------------------------------- | ---------------------------------------- |
| 4 июля      | Hall of Fame Tennis Championships Ньюпорт, США ATP 250 $442,500 — Трава — 32S/32Q/16D Турнир 2011                                           | Джон Изнер 6-3, 7-6(6)                                      | Оливье Рохус                             |
| 4 июля      | Hall of Fame Tennis Championships Ньюпорт, США ATP 250 $442,500 — Трава — 32S/32Q/16D Турнир 2011                                           | Мэттью Эбден Райан Харрисон 4-6, 6-3, [10-5]                | Юхан Брунстрём Адиль Шамасдин            |
| 4 июля      | Кубок Дэвиса 2011. 1/4 финала Хальмстад, Швеция — хар(i) Буэнос-Айрес, Аргентина — грунт Остин, США — Хард (зал) Штутгарт, Германия — грунт | Победители Сербия 4-1 Аргентина 5-0 Испания 3-1 Франция 4-1 | Проиграшие Швеция Казахстан США Германия |
| 11 июля     | Mercedes Cup Штутгарт, Германия ATP 250 €398,250 — Грунт — 32S/32Q/16D Турнир 2011                                                          | Хуан Карлос Ферреро 6-4, 6-0                                | Пабло Андухар                            |
| 11 июля     | Mercedes Cup Штутгарт, Германия ATP 250 €398,250 — Грунт — 32S/32Q/16D Турнир 2011                                                          | Юрген Мельцер Филипп Пецшнер 6-3, 6-4                       | Марсель Гранольерс Марк Лопес            |
| 11 июля     | Открытый чемпионат Швеции Бостад, Швеция ATP 250 €398,250 — Грунт — 28S/32Q/16D Турнир 2011                                                 | Робин Сёдерлинг 6-2, 6-2                                    | Давид Феррер                             |
| 11 июля     | Открытый чемпионат Швеции Бостад, Швеция ATP 250 €398,250 — Грунт — 28S/32Q/16D Турнир 2011                                                 | Роберт Линдстедт Хория Текэу 6-3, 6-3                       | Симон Аспелин Андреас Сильестрём         |
| 18 июля     | Открытый чемпионат Германии Гамбург, Германия ATP 500 €1,000,000 — Грунт — 48S/24Q/16D Турнир 2011                                          | Жиль Симон 6-4, 4-6, 6-4                                    | Николас Альмагро                         |
| 18 июля     | Открытый чемпионат Германии Гамбург, Германия ATP 500 €1,000,000 — Грунт — 48S/24Q/16D Турнир 2011                                          | Оливер Марах Александр Пейя 6-4, 6-1                        | Филип Полашек Франтишек Чермак           |
| 18 июля     | Теннисный чемпионат Атланты Атланта, США ATP 250 $531,000 — Хард — 32S/32Q/16D Турнир 2011                                                  | Марди Фиш 3-6, 7-6(8), 6-2                                  | Джон Изнер                               |
| 18 июля     | Теннисный чемпионат Атланты Атланта, США ATP 250 $531,000 — Хард — 32S/32Q/16D Турнир 2011                                                  | Алекс Богомолов Мэттью Эбден 3-6, 7-5, [10-8]               | Маттиас Бахингер Франк Мозер             |
| 25 июля     | Suisse Open Gstaad Гштаад, Швейцария ATP 250 €450,000 — Грунт — 32S/32Q/16D Турнир 2011                                                     | Марсель Гранольерс 6-4, 3-6, 6-3                            | Фернандо Вердаско                        |
| 25 июля     | Suisse Open Gstaad Гштаад, Швейцария ATP 250 €450,000 — Грунт — 32S/32Q/16D Турнир 2011                                                     | Филип Полашек Франтишек Чермак 6-3, 7-6(7)                  | Кристофер Кас Александр Пейя             |
| 25 июля     | Farmers Classic Лос-Анджелес, США ATP 250 $619,500 — Хард — 28S/32Q/16D Турнир 2011                                                         | Эрнест Гулбис 5-7, 6-4, 6-4                                 | Марди Фиш                                |
| 25 июля     | Farmers Classic Лос-Анджелес, США ATP 250 $619,500 — Хард — 28S/32Q/16D Турнир 2011                                                         | Ксавье Малисс Марк Ноулз 7-6(3), 7-6(10)                    | Сомдев Девварман Трет Конрад Хьюи        |
| 25 июля     | Открытый чемпионат Хорватии Умаг, Хорватия ATP 250 €398,250 — Грунт — 32S/32Q/16D Турнир 2011                                               | Александр Долгополов 6-4, 3-6, 6-3                          | Марин Чилич                              |
| 25 июля     | Открытый чемпионат Хорватии Умаг, Хорватия ATP 250 €398,250 — Грунт — 32S/32Q/16D Турнир 2011                                               | Симоне Болелли Фабио Фоньини 6-3, 5-7, [10-7]               | Ловро Зовко Марин Чилич                  |

### Август
| Дата начала | Турнир | Чемпионы (Счёт финала)                                 | Финалисты                            |
| ----------- | --- | ------------------------------------------------------ | ------------------------------------ |
| 1 августа   | Открытый чемпионат Австрии Кицбюэль, Австрия ATP 250 €450,000 — Грунт — 28S/24Q/16D Турнир 2011                                                         | Робин Хаасе 6-4, 4-6, 6-1                              | Альберт Монтаньес                    |
| 1 августа   | Открытый чемпионат Австрии Кицбюэль, Австрия ATP 250 €450,000 — Грунт — 28S/24Q/16D Турнир 2011                                                         | Даниэле Браччали Сантьяго Гонсалес 7-6(1), 4-6, [11-9] | Андре Са Франко Феррейро             |
| 1 августа   | Legg Mason Tennis Classic Вашингтон, США ATP 500 $1,165,500 — Хард — 48S/24Q/16D Турнир 2011                                                            | Радек Штепанек 6-4, 6-4                                | Гаэль Монфис                         |
| 1 августа   | Legg Mason Tennis Classic Вашингтон, США ATP 500 $1,165,500 — Хард — 48S/24Q/16D Турнир 2011                                                            | Ненад Зимонич Микаэль Льодра 6-7(3), 7-6(6), [10-7]    | Роберт Линдстедт Хория Текэу         |
| 8 августа   | Rogers Cup Монреаль, Канада ATP Masters 1000 $2,430,000 — Хард — 56S/28Q/24D Одиночный турнир — Парный турнир                                           | Новак Джокович 6-2, 3-6, 6-4                           | Марди Фиш                            |
| 8 августа   | Rogers Cup Монреаль, Канада ATP Masters 1000 $2,430,000 — Хард — 56S/28Q/24D Одиночный турнир — Парный турнир                                           | Ненад Зимонич Микаэль Льодра 6-4, 6-7(5), [10-5]       | Боб Брайан Майк Брайан               |
| 15 августа  | Western & Southern Open Цинциннати, США ATP Masters 1000 $2,430,000 — Хард — 56S/28Q/24D Одиночный турнир — Парный турнир                               | Энди Маррей 6-4, 3-0 — отказ                           | Новак Джокович                       |
| 15 августа  | Western & Southern Open Цинциннати, США ATP Masters 1000 $2,430,000 — Хард — 56S/28Q/24D Одиночный турнир — Парный турнир                               | Махеш Бхупати Леандер Паес 7-6(4), 7-6(2)              | Ненад Зимонич Микаэль Льодра         |
| 22 августа  | Открытый чемпионат Уинстон-Сейлема Уинстон-Сейлем, США ATP 250 $553,125 — Хард — 48S/32Q/16D Турнир 2011                                                | Джон Изнер 4-6, 6-3, 6-4                               | Жюльен Беннето                       |
| 22 августа  | Открытый чемпионат Уинстон-Сейлема Уинстон-Сейлем, США ATP 250 $553,125 — Хард — 48S/32Q/16D Турнир 2011                                                | Энди Рам Йонатан Эрлих 7-6(2), 6-4                     | Кристофер Кас Александр Пейя         |
| 29 августа  | Открытый чемпионат США Нью-Йорк, США Турнир Большого шлема $10,508,000 — Хард — 128S/128Q/64D/32X Одиночный турнир — Парный турнир Турнир смешанных пар | Новак Джокович 6-2, 6-4, 6-7(3-7), 6-1                 | Рафаэль Надаль                       |
| 29 августа  | Открытый чемпионат США Нью-Йорк, США Турнир Большого шлема $10,508,000 — Хард — 128S/128Q/64D/32X Одиночный турнир — Парный турнир Турнир смешанных пар | Юрген Мельцер Филипп Пецшнер 6-2, 6-2                  | Марцин Матковский Мариуш Фирстенберг |
| 29 августа  | Открытый чемпионат США Нью-Йорк, США Турнир Большого шлема $10,508,000 — Хард — 128S/128Q/64D/32X Одиночный турнир — Парный турнир Турнир смешанных пар | Мелани Уден Джек Сок 7-6(4), 4-6, [10-8]               | Хисела Дулко Эдуардо Шванк           |

### Сентябрь
| Дата начала | Турнир | Чемпионы (Счёт финала)                           | Финалисты                        |
| ----------- | --- | ------------------------------------------------ | -------------------------------- |
| 12 сентября | Кубок Дэвиса 2011. 1/2 финала Белград, Сербия — Хард (зал) Кордова, Испания — Грунт                        | Победители Аргентина 3-2 Испания 4-1             | Проигравшие Сербия Франция       |
| 19 сентября | Open de Moselle Мец, Франция ATP 250 €398,250 — Хард (зал) — 32S/32Q/16D Турнир 2011                       | Жо-Вильфрид Тсонга 6-3, 6-7(4), 6-3              | Иван Любичич                     |
| 19 сентября | Open de Moselle Мец, Франция ATP 250 €398,250 — Хард (зал) — 32S/32Q/16D Турнир 2011                       | Джейми Маррей Андре Са 6-4, 7-6(7)               | Лукаш Длоуги Марсело Мело        |
| 19 сентября | BRD Năstase Țiriac Trophy Бухарест, Румыния ATP 250 €368,450 — Грунт — 32S/32Q/16D Турнир 2011             | Флориан Майер 6-3, 6-1                           | Пабло Андухар                    |
| 19 сентября | BRD Năstase Țiriac Trophy Бухарест, Румыния ATP 250 €368,450 — Грунт — 32S/32Q/16D Турнир 2011             | Даниэле Браччали Потито Стараче 3-6, 6-4, [10-8] | Давид Марреро Юлиан Ноул         |
| 26 сентября | Открытый чемпионат Таиланда Бангкок, Таиланд ATP 250 $551,000 — Хард (зал) — 32S/32Q/16D Турнир 2011       | Энди Маррей 6-2, 6-0                             | Дональд Янг                      |
| 26 сентября | Открытый чемпионат Таиланда Бангкок, Таиланд ATP 250 $551,000 — Хард (зал) — 32S/32Q/16D Турнир 2011       | Айсам-уль-Хак Куреши Оливер Марах 7-6(4), 7-6(5) | Александр Васке Михаэль Кольманн |
| 26 сентября | Открытый чемпионат Малайзии Куала-Лумпур, Малайзия ATP 250 $850,000 — Хард (зал) — 28S/32S/16D Турнир 2011 | Янко Типсаревич 6-4, 7-5                         | Маркос Багдатис                  |
| 26 сентября | Открытый чемпионат Малайзии Куала-Лумпур, Малайзия ATP 250 $850,000 — Хард (зал) — 28S/32S/16D Турнир 2011 | Эрик Буторак Жан-Жюльен Ройер 6-1, 6-3           | Филип Полашек Франтишек Чермак   |

### Октябрь
| Дата начала | Турнир | Чемпионы (Счёт финала)                         | Финалисты                        |
| ----------- | --- | ---------------------------------------------- | -------------------------------- |
| 3 октября   | Открытый чемпионат Китая Пекин, Китай ATP 500 $2,100,000 — Хард — 32S/32Q/16D Турнир 2011                                 | Томаш Бердых 3-6, 6-4, 6-1                     | Марин Чилич                      |
| 3 октября   | Открытый чемпионат Китая Пекин, Китай ATP 500 $2,100,000 — Хард — 32S/32Q/16D Турнир 2011                                 | Ненад Зимонич Микаэль Льодра 7-6(2), 7-6(4)    | Роберт Линдстедт Хория Текэу     |
| 3 октября   | Открытый чемпионат Японии Токио, Япония ATP 500 $1,100,000 — Хард — 32S/32Q/16D Турнир 2011                               | Энди Маррей 3-6, 6-2, 6-0                      | Рафаэль Надаль                   |
| 3 октября   | Открытый чемпионат Японии Токио, Япония ATP 500 $1,100,000 — Хард — 32S/32Q/16D Турнир 2011                               | Джейми Маррей Энди Маррей 6-1, 6-4             | Филип Полашек Франтишек Чермак   |
| 10 октября  | Shanghai ATP Masters 1000 Шанхай, Китай ATP Masters 1000 $3,240,000 — Хард — 56S/28Q/24D Одиночный турнир — Парный турнир | Энди Маррей 7-5, 6-4                           | Давид Феррер                     |
| 10 октября  | Shanghai ATP Masters 1000 Шанхай, Китай ATP Masters 1000 $3,240,000 — Хард — 56S/28Q/24D Одиночный турнир — Парный турнир | Максим Мирный Даниэль Нестор 3-6, 6-1, [12-10] | Ненад Зимонич Микаэль Льодра     |
| 17 октября  | Открытый чемпионат Стокгольма Стокгольм, Швеция ATP 250 €531,000 — Хард (зал) — 32S/32Q/16D Турнир 2011                   | Гаэль Монфис 7-5, 3-6, 6-2                     | Яркко Ниеминен                   |
| 17 октября  | Открытый чемпионат Стокгольма Стокгольм, Швеция ATP 250 €531,000 — Хард (зал) — 32S/32Q/16D Турнир 2011                   | Рохан Бопанна Айсам-уль-Хак Куреши 6-1, 6-3    | Марсело Мело Бруно Соарес        |
| 17 октября  | Кубок Кремля Москва, Россия ATP 250 $1,000,000 — Хард (зал) — 32S/32Q/16D Турнир 2011                                     | Янко Типсаревич 6-4, 6-2                       | Виктор Троицки                   |
| 17 октября  | Кубок Кремля Москва, Россия ATP 250 $1,000,000 — Хард (зал) — 32S/32Q/16D Турнир 2011                                     | Филип Полашек Франтишек Чермак 6-3, 6-1        | Карлос Берлок Давид Марреро      |
| 24 октября  | Открытый чемпионат Санкт-Петербурга Санкт-Петербург, Россия ATP 250 $663,750 — Хард (зал) — 32S/32Q/16D Турнир 2011       | Марин Чилич 6-3, 3-6, 6-2                      | Янко Типсаревич                  |
| 24 октября  | Открытый чемпионат Санкт-Петербурга Санкт-Петербург, Россия ATP 250 $663,750 — Хард (зал) — 32S/32Q/16D Турнир 2011       | Колин Флеминг Росс Хатчинс 6-3, 6-7(5), [10-8] | Михаил Елгин Александр Кудрявцев |
| 24 октября  | Открытый чемпионат Вены Вена, Австрия ATP 250 €575,250- Хард (зал) — 32S/32Q/16D Турнир 2011                              | Жо-Вильфрид Тсонга 6-7(5), 6-3, 6-4            | Хуан Мартин дель Потро           |
| 24 октября  | Открытый чемпионат Вены Вена, Австрия ATP 250 €575,250- Хард (зал) — 32S/32Q/16D Турнир 2011                              | Боб Брайан Майк Брайан 7-6(10), 6-3            | Максим Мирный Даниэль Нестор     |
| 31 октября  | Открытый чемпионат Валенсии Валенсия, Испания ATP 500 €1,357,000 — Хард (зал) — 32S/32Q/16D Турнир 2011                   | Марсель Гранольерс 6-2, 4-6, 7-6(3)            | Хуан Монако                      |
| 31 октября  | Открытый чемпионат Валенсии Валенсия, Испания ATP 500 €1,357,000 — Хард (зал) — 32S/32Q/16D Турнир 2011                   | Боб Брайан Майк Брайан 6-4, 7-6(9)             | Эрик Буторак Жан-Жюльен Ройер    |
| 31 октября  | Swiss Indoors Basel Базель, Швейцария ATP 500 €1,225,000 — Хард (зал) — 32S/32Q/16D Турнир 2011                           | Роджер Федерер 6-1, 6-3                        | Кэй Нисикори                     |
| 31 октября  | Swiss Indoors Basel Базель, Швейцария ATP 500 €1,225,000 — Хард (зал) — 32S/32Q/16D Турнир 2011                           | Ненад Зимонич Микаэль Льодра 6-4, 7-5          | Максим Мирный Даниэль Нестор     |

### Ноябрь
| Дата начала | Турнир | Чемпионы (Счёт финала)                      | Финалисты                            |
| ----------- | --- | ------------------------------------------- | ------------------------------------ |
| 6 ноября    | BNP Paribas Masters Париж, Франция ATP Masters 1000 €2,227,500 — Хард (зал) — 48S/24Q/24D Одиночный турнир — Парный турнир               | Роджер Федерер 6-1, 7-6(3)                  | Жо-Вильфрид Тсонга                   |
| 6 ноября    | BNP Paribas Masters Париж, Франция ATP Masters 1000 €2,227,500 — Хард (зал) — 48S/24Q/24D Одиночный турнир — Парный турнир               | Рохан Бопанна Айсам-уль-Хак Куреши 6-2, 6-4 | Жюльен Беннето Николя Маю            |
| 20 ноября   | Финал Мирового Тура ATP Лондон, Великобритания Финал мирового тура £2,227,500 — Хард (зал) — 8S/8D (RR) Одиночный турнир — Парный турнир | Роджер Федерер 6-3, 6-7(6), 6-3             | Жо-Вильфрид Тсонга                   |
| 20 ноября   | Финал Мирового Тура ATP Лондон, Великобритания Финал мирового тура £2,227,500 — Хард (зал) — 8S/8D (RR) Одиночный турнир — Парный турнир | Максим Мирный Даниэль Нестор 7-5, 6-3       | Марцин Матковский Мариуш Фирстенберг |

### Декабрь
| Дата начала | Турнир                                            | Чемпионы (Счёт финала) | Финалисты |
| ----------- | ------------------------------------------------- | ---------------------- | --------- |
| 2 декабря   | Кубок Дэвиса 2011. Финал Севилья, Испания — Грунт | Испания 3-1            | Аргентина |

## Рейтинг ATP

### Одиночный рейтинг
| по данным на 26 декабря 2011 | по данным на 26 декабря 2011 | по данным на 26 декабря 2011 | по данным на 26 декабря 2011 | по данным на 26 декабря 2011 | по данным на 26 декабря 2011 | по данным на 26 декабря 2011 | по данным на 26 декабря 2011 |
| #                            | Теннисист                    | Очки                         | КТ                           | Рейтинг-10                   | Лучший рейтинг               | Худший рейтинг               | Разница                      |
| ---------------------------- | ---------------------------- | ---------------------------- | ---------------------------- | ---------------------------- | ---------------------------- | ---------------------------- | ---------------------------- |
| 1                            | Новак Джокович (SRB)         | 13,675                       | 19                           | 3                            | 1                            | 3                            | ▲ 2                          |
| 2                            | Рафаэль Надаль (ESP)         | 9,575                        | 20                           | 1                            | 1                            | 2                            | ▼ 1                          |
| 3                            | Роджер Федерер (SUI)         | 8,170                        | 19                           | 2                            | 2                            | 4                            | ▼ 1                          |
| 4                            | Энди Маррей (GBR)            | 7,380                        | 19                           | 4                            | 3                            | 5                            | ▬                            |
| 5                            | Давид Феррер (ESP)           | 4,880                        | 23                           | 7                            | 5                            | 7                            | ▲ 2                          |
| 6                            | Жо-Вильфрид Тсонга (FRA)     | 4,335                        | 25                           | 13                           | 6                            | 22                           | ▲ 7                          |
| 7                            | Томаш Бердых (CZE)           | 3,700                        | 24                           | 6                            | 6                            | 10                           | ▼ 1                          |
| 8                            | Марди Фиш (USA)              | 2,965                        | 24                           | 16                           | 7                            | 17                           | ▲ 8                          |
| 9                            | Янко Типсаревич (SRB)        | 2,595                        | 28                           | 49                           | 9                            | 52                           | ▲ 40                         |
| 10                           | Николас Альмагро (ESP)       | 2,380                        | 27                           | 15                           | 9                            | 15                           | ▲ 5                          |
| 11                           | Хуан Мартин дель Потро (ARG) | 2,315                        | 22                           | 258                          | 11                           | 485                          | ▲ 247                        |
| 12                           | Жиль Симон (FRA)             | 2,165                        | 28                           | 41                           | 11                           | 41                           | ▲ 29                         |
| 13                           | Робин Сёдерлинг (SWE)        | 2,120                        | 22                           | 5                            | 4                            | 13                           | ▼ 8                          |
| 14                           | Энди Роддик (USA)            | 1,940                        | 20                           | 8                            | 8                            | 21                           | ▼ 6                          |
| 15                           | Гаэль Монфис (FRA)           | 1,935                        | 23                           | 12                           | 7                            | 15                           | ▼ 3                          |
| 16                           | Александр Долгополов (UKR)   | 1,925                        | 30                           | 48                           | 16                           | 49                           | ▲ 32                         |
| 17                           | Станислас Вавринка (SUI)     | 1,820                        | 23                           | 21                           | 13                           | 21                           | ▲ 4                          |
| 18                           | Джон Изнер (USA)             | 1,800                        | 25                           | 19                           | 18                           | 47                           | ▲ 1                          |
| 19                           | Ришар Гаске (FRA)            | 1,765                        | 21                           | 30                           | 11                           | 33                           | ▲ 11                         |
| 20                           | Фелисиано Лопес (ESP)        | 1,755                        | 28                           | 32                           | 20                           | 44                           | ▲ 12                         |

КТ — количество турниров в сезоне.

### Парный рейтинг

#### Игроки
| по данным на 26 декабря 2011 | по данным на 26 декабря 2011 | по данным на 26 декабря 2011 | по данным на 26 декабря 2011 | по данным на 26 декабря 2011 | по данным на 26 декабря 2011 | по данным на 26 декабря 2011 | по данным на 26 декабря 2011 |
| #                            | Теннисист                    | Очки                         | КТ                           | Рейтинг-10                   | Лучший рейтинг               | Худший рейтинг               | Разница                      |
| ---------------------------- | ---------------------------- | ---------------------------- | ---------------------------- | ---------------------------- | ---------------------------- | ---------------------------- | ---------------------------- |
| 1                            | Боб Брайан (USA)             | 9,920                        | 24                           | 1T                           | 1T                           | 1T                           | ▬                            |
| 1                            | Майк Брайан (USA)            | 9,920                        | 24                           | 1T                           | 1T                           | 1T                           | ▬                            |
| 3                            | Максим Мирный (BLR)          | 8,210                        | 23                           | 7                            | 3                            | 7                            | ▲ 4                          |
| 3                            | Даниэль Нестор (CAN)         | 8,210                        | 24                           | 3T                           | 3                            | 5T                           | ▬                            |
| 5                            | Микаэль Льодра (FRA)         | 7,595                        | 21                           | 29                           | 3                            | 29                           | ▲ 24                         |
| 6                            | Ненад Зимонич (SRB)          | 7,500                        | 25                           | 3T                           | 3                            | 6                            | ▼ 3                          |
| 7                            | Махеш Бхупати (IND)          | 5,270                        | 20                           | 6                            | 5                            | 7                            | ▼ 1                          |
| 8                            | Леандер Паес (IND)           | 5,170                        | 17                           | 5                            | 5                            | 11                           | ▼ 3                          |
| 9                            | Айсам-уль-Хак Куреши (PAK)   | 4,720                        | 29                           | 18                           | 8                            | 20                           | ▲ 9                          |
| 10                           | Филипп Пецшнер (GER)         | 4,605                        | 29                           | 20                           | 9                            | 26                           | ▲ 10                         |
| 11                           | Рохан Бопанна (IND)          | 4,560                        | 28                           | 16                           | 9                            | 19                           | ▲ 5                          |
| 12                           | Хория Текэу (ROU)            | 4,310                        | 30                           | 19                           | 9                            | 22                           | ▲ 7                          |
| 13                           | Юрген Мельцер (AUT)          | 4,260                        | 19                           | 8                            | 7                            | 16                           | ▼ 5                          |
| 14                           | Марцин Матковский (POL)      | 4,195                        | 27                           | 12T                          | 9                            | 15T                          | ▲ 2                          |
| 14                           | Мариуш Фирстенберг (POL)     | 4,195                        | 27                           | 12T                          | 10                           | 16                           | ▲ 2                          |
| 16                           | Роберт Линдстедт (SWE)       | 3,910                        | 26                           | 21                           | 12                           | 22                           | ▲ 5                          |
| 17                           | Оливер Марах (AUT)           | 3,100                        | 30                           | 11                           | 9                            | 18                           | ▼ 6                          |
| 18                           | Александр Пейя (AUT)         | 2,890                        | 31                           | 103                          | 18                           | 103                          | ▲ 85                         |
| 19                           | Бруно Соарес (BRA)           | 2,840                        | 32                           | 35                           | 19                           | 38                           | ▲ 16                         |
| 20                           | Эрик Буторак (USA)           | 2,700                        | 30                           | 36                           | 17T                          | 36                           | ▲ 16                         |
| 20                           | Жан-Жюльен Ройер (AHO)       | 2,700                        | 30                           | 41                           | 17                           | 41                           | ▲ 21                         |

T — имеет равные показатели в рейтинге с другим теннисистом.

#### Команды
| 1  | Боб Брайан (USA) Майк Брайан (USA)               | 10,410 | 24 |
| 2  | Максим Мирный (BLR) Даниэль Нестор (CAN)         | 8,480  | 23 |
| 3  | Микаэль Льодра (FRA) Ненад Зимонич (SRB)         | 7,500  | 20 |
| 4  | Махеш Бхупати (IND) Леандер Паес (IND)           | 5,170  | 16 |
| 5  | Рохан Бопанна (IND) Айсам-уль-Хак Куреши (PAK)   | 4,650  | 27 |
| 6  | Роберт Линдстедт (SWE) Хория Текэу (ROU)         | 4,240  | 24 |
| 7  | Юрген Мельцер (AUT) Филипп Пецшнер (GER)         | 4,210  | 15 |
| 8  | Мариуш Фирстенберг (POL) Марцин Матковский (POL) | 4,070  | 26 |
| 9  | Эрик Буторак (USA) Жан-Жюльен Ройер (AHO)        | 3,150  | 30 |
| 10 | Марсело Мело (BRA) Бруно Соарес (BRA)            | 2,345  | 27 |

КT — количество сыгранных за год турниров.

## Лидеры тура по призовым
| На 5 декабря 2011 | На 5 декабря 2011        | На 5 декабря 2011            | На 5 декабря 2011         | На 5 декабря 2011 |
| #                 | Теннисист                | Призовые (одиночные турниры) | Призовые (парные турниры) | Общие призовые    |
| ----------------- | ------------------------ | ---------------------------- | ------------------------- | ----------------- |
| 1                 | Новак Джокович (SRB)     | $12,595,903                  | $23,900                   | $12,619,803       |
| 2                 | Рафаэль Надаль (ESP)     | $7,603,218                   | $64,996                   | $7,668,214        |
| 3                 | Роджер Федерер (SUI)     | $6,320,726                   | $48,850                   | $6,369,576        |
| 4                 | Энди Маррей (GBR)        | $5,088,235                   | $91,856                   | $5,180,091        |
| 5                 | Жо-Вильфрид Тсонга (FRA) | $3,128,436                   | $45,533                   | $3,173,969        |
| 6                 | Давид Феррер (ESP)       | $3,104,854                   | $9,050                    | $3,113,904        |
| 7                 | Томаш Бердых (CZE)       | $2,521,127                   | $55,686                   | $2,576,813        |
| 8                 | Марди Фиш (USA)          | $1,830,629                   | $51,462                   | $1,882,091        |
| 9                 | Янко Типсаревич (SRB)    | $1,614,588                   | $78,324                   | $1,692,912        |
| 10                | Николас Альмагро (ESP)   | $1,511,185                   | $59,822                   | $1,571,007        |